# Arutz Sheva
Arutz Sheva (in ebraico: ערוץ 7, lett. "Canale 7"), noto anche in inglese come Israel National News, è un network israeliano che gestisce un sito web di notizie con articoli in ebraico, inglese e russo, una web radio con relativi podcast gratuiti e la stampa di un settimanale, B'Sheva.

## Storia
Negli anni '70 fu lanciata in Israele la stazione radio offshore Voice of Peace, che trasmetteva messaggi pacifisti. In risposta, il rabbino Zalman Baruch Melamed lanciò la stazione radio Arutz Sheva nel 1988, rivolta agli israeliani contrari ai negoziati con l'Organizzazione per la liberazione della Palestina. Con sede a Beit El, la stazione trasmetteva sulle onde radio israeliane dalla nave MV Eretz HaTzvi nel Mar Mediterraneo. Fu una delle prime stazioni radio Internet ed è stata utilizzata come beta tester per RealPlayer. Dal 1996 al 2002, Arutz Sheva ha trasmesso in russo. Nel 2003, Arutz Sheva ha cessato le sue operazioni radiofoniche dopo che i tentativi di legalizzarla non hanno avuto successo.